# 鲍曼莫斯科国立技术大学
鲍曼莫斯科国立技术大学（俄语：Московский государственный технический университет им. Н. Э. Баумана（МГТУ им. Н. Э. Баумана，Бауманка，Бауманский，中文亦称鲍曼高工）是一所坐落于俄罗斯莫斯科的公立理工科大学。是一所与莫斯科大学（莫斯科国立罗蒙诺所夫大学）齐名的、最具历史和学术影响力的大学之一，为前苏联及俄罗斯培养了无数优秀的科技人才。

## 校史
莫斯科鲍曼国立技术大学起源于1826年，由玛丽亚·费奥多罗夫娜皇太后签署命令创建的技工学校。从建校开始莫斯科鲍曼国立技术大学培养的就是高水平的技术专业人员。1830年7月由尼古拉一世皇帝批准其技工学校的地位，从此开始了现今莫斯科鲍曼国立技术大学的历史纪元。当时叫莫斯科手工业学院,到1868年“手工业学院”成为专门的教育机构--莫斯科皇家技术学院。在1873年维也纳举办的世界博览会上，该校展示了《俄罗斯人》技工教学法并获得了金质奖章后，其知名度也得到了世界的认可。从那时起，虽然莫斯科鲍曼国立技术大学经历了众多的组织机构变革，但其培养工程师院校的主导地位在俄罗斯乃至于国外没有改变过。
1917年十月革命后，学校扩建了工程建筑、电机工程、气体力学 3个系。从1929年开始培养仪器制造工程师。1930年为了适应国家工业化对大量技术干部的需要，该校分成 5个独立的院校，即机器制造与机械学院、航空学院、动力学院、化学学院、高等工程建筑学校。1932年机器制造与机械学院获得了以职业革命家尼古拉·埃内斯托维奇·鲍曼的名字命名的荣誉，并于1943年恢复了莫斯科高等技术学校的校名。在1938年，开设新系：坦克，火炮和弹药。1948年，增添了导弹技术系。
1987年前苏联政府一致通过改组莫斯科鲍曼国立技术学校，并决定结合主要大学与工程技术教育的先进模式以培养高素质的专业技术人员。为了这个目的莫斯科鲍曼高等技术学校改名为莫斯科鲍曼国立技术大学，从而成为俄罗斯100所技术工程院校中第一个改组的大学，从1989年7月,按照苏委会命令更名为莫斯科鲍曼国立技术大学。从1995年1月莫斯科鲍曼国立技术大学归属于俄联邦文化遗产基金。

### 名称
- 1830—1868 — 莫斯科职业学校 (МРУЗ).
- 1868—1918 — 莫斯科皇家技术学校 (ИМТУ).
- 1918—1930 — 莫斯科高等技术学校 (МВТУ).
- 1930—1943 — 莫斯科机械工程学院 (МММИ им. Н. Э. Баумана).
- 1943—1989 — 莫斯科高等技术学院 (МВТУ им. Н. Э. Баумана).
- 1989—至今 — 莫斯科国立鲍曼技术大学 (МГТУ им. Н. Э. Баумана).

## 专业设置
特种机械系Факультет "Специальное машиностроение"
能源机械系Факультет "Энергомашиностроение"
计算机信息与系统管理系Факультет   "Информатика и системы управления"
仪表仪器系Факультет "Приборостроительный"
航空航天火箭技术系Факультет "Ракетно-космическая техника"
机械制造系Факультет "Машиностроительные технологии" 
基础科学系Факультет "Фундаментальные науки"
语言系Факультет "Лингвистика"
机器人技术和综合自动化系Факультет "Робототехника и комплексная   автоматизация"
无线电电子和激光技术系Факультет "Радиоэлектроника и лазерная   техника"
生物医学系Факультет "Биомедицинская техника"
电子仪器制造系Факультет "Оптико-электронное   приборостроение"
无线电技术系Факультет "Радиотехнический"
航空航天系Факультет "Аэрокосмический"
工商管理系Факультет "Инженерный бизнес и менеджмент"

## 国际合作
2011年，学校参与建立中俄工科大学联盟，并成为中方常设秘书处所在地。
2019年，学校与哈尔滨工业大学共同成立哈工大鲍曼工学院。

## 著名校友
- 科罗廖夫，导弹工业创始人，俄罗斯当代航天事业奠基人，载人航天总指挥，
- 门捷列夫，化学家
- 茹科夫斯基，“俄罗斯航空之父”
- 苏霍伊，苏联最有成就的飞机设计师,苏霍伊设计局的创始人
- 图波列夫，图波列夫设计局的创始人